# Пак Сон Ми
Пак Сон Ми (кор. 박선미; род. 2 августа 1982, Сеул) — южнокорейская хоккеистка на траве, выступавшая на позиции защитника, серебряный призёр летних Азиатских игр 2010 года, участница летних Олимпийских игр 2012 года.

## Биография
Первым крупным международным турниром в составе сборной Южной Кореи для Пак Сон Ми стал Трофей чемпионов, где кореянки заняли 6-е место. В 2006 году приняла участие в чемпионате мира, выбыв вместе со сборной по итогам группового этапа. В 2007 году Пак Сон Ми завоевала первую медаль крупнейшего турнира. Южная Корея завоевала серебро чемпионата Азии, а Пак забила один гол в ворота сборной Гонконга.
В 2010 году Пак стала серебряным призёром летних Азиатских игр. В розыгрыше Трофея чемпионов 2011 года Пак выходила на поле с капитанской повязкой. Кореянки были близки к завоеванию медалей, но уступили в матче за бронзовую награду сборной Новой Зеландии 2:3.
В 2012 году Пак Сон Ми в составе сборной Южной Кореи приняла участие в летних Олимпийских играх в Лондоне. Южнокорейская хоккеистка приняла участие во всех шести встречах, но не забила ни одного гола, а сборная Южной Кореи по итогам соревнований заняла 8-е место.